# 나에게서 온 편지
나에게서 온 편지(Du vent dans mes mollets)는 2012년 공개된 프랑스의 영화이다.

## 출연

### 주연
- 줄리엣 곰버트
- 안나 르마르샹
- 아네스 자우이
- 드니 포달리데스
- 이자벨 까레

### 조연
- 이사벨라 로셀리니
- 주디스 마그르
- 에르베 피에르

## 기타
- 미술: 장-마크 트란 탄 바